# Matteo Busato
Matteo Busato (Resana, 20 dicembre 1987) è un ex ciclista su strada italiano.
Professionista dal 2015 al 2020, nel 2015 è arrivato secondo in una tappa del Giro d'Italia e nel 2016 si è piazzato secondo al Memorial Marco Pantani.

## Palmarès
- 2007 (US Coppi-Gazzera, tre vittorie)[2]

Coppa Belricetto
Gran Premio Città di Berco
Memorial Vincenzo Mantovani
- 2008 (US Coppi-Gazzera, due vittorie)[3]

Gran Premio Montanino
1ª tappa Giro Ciclistico Pesche Nettarine di Romagna (Medicina > Imola)
- 2009 (US Coppi-Gazzera, una vittoria)[4]

Trofeo Memorial Marziani Secondo
- 2010 (Zalf-Désirée-Fior, una vittoria)[5]

Piccolo Giro dell'Emilia
- 2011 (Zalf-Désirée-Fior, due vittorie)[6]

Classifica generale Giro della Regione Friuli Venezia Giulia
Campionati italiani, Prova in linea Elite senza contratto
- 2012 (Team Idea 2010, una vittoria)[7]

Giro del Medio Brenta
- 2013 (Trevigiani-Dynamon Bottoli, tre vittorie)[8]

La Ciociarissima
Due Giorni Marchigiana - Gran Premio Santa Rita
Gran Premio Capodarco
- 2014 (Mg.K Vis-Trevigiani, una vittoria)

Classifica generale Kreiz Breizh Elites

## Piazzamenti

### Grandi Giri
- Giro d'Italia

2015: 106º
2016: 57º
2017: 84º

### Classiche monumento
- Milano-Sanremo

2017: 60º
2018: 159º
2019: 80º
- Giro di Lombardia

2015: 32º
2018: ritirato

### Competizioni mondiali
- Campionati del mondo

Ponferrada 2014 - Cronosquadre: 25º